# Ochropleura hasta
Ochropleura hasta là một loài bướm đêm trong họ Noctuidae.